# Kalczyk
Kalczyk (ukr. Кальчик; dawn. Kałka) – rzeka w obwodzie donieckim i zaporoskim Ukrainy, dopływ Kalmiusa.
Źródła rzeki znajdują się na wysokości 250 m n.p.m., ujście do Kalmiusa niedaleko jego ujścia do Morza Azowskiego. Największym miastem leżącym nad Kalczykiem jest Mariupol.
W 1223 roku nad rzeką miała miejsce bitwa drużyn ruskich i połowieckich z Tatarami.